# 伯纳德·贝伦森
伯纳德·贝伦森（Bernard Berenson 1865年6月26日—1959年10月6日）是一名美国艺术史学家，主要研究文艺复兴时期的艺术史，著有《佛罗伦萨画家绘画》 （Drawings of the Florentine Painters）。
作为当时美国最有影响力的艺术史学家，他给许多古典大师作品做过鉴定，但因为他经常会因此得到丰厚的报酬，后世开始出现质疑他的声音。

## 生平
他出生于俄罗斯帝国维尔纳省布特里莫尼斯（Butrimonys）的一个立陶宛犹太人家庭，本姓为瓦尔弗颜斯基（Valvrojenski），1875年全家移民美国波士顿，改姓贝伦森。他就读于波士顿拉丁学校，之后在1883年进入波士顿大学文学院，但因为那里学不到他想学的梵语而在二年级转学到哈佛大学。